# Frédéric Sausset

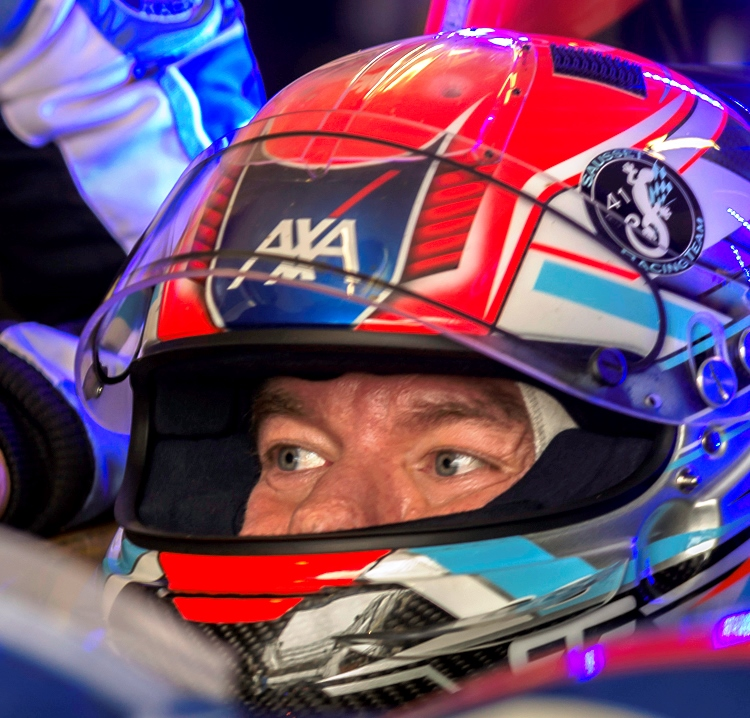
Frédéric Sausset 2016

Frédéric Sausset (* 13. Februar 1969 in Blois) ist ein französischer Unternehmer und Autorennfahrer.

## Unternehmer
Frédéric Sausset Großeltern gründeten in seiner Heimatstadt Blois einen Pkw- und Lkw-Handel, der von seinen Eltern weitergeführt wurde. Er selbst machte eine Ausbildung zum Kfz-Ingenieur, die er 1991 abschloss. Danach arbeitete er einige Jahre als Fahrzeugverkäufer im elterlichen Betrieb. 1998 eröffnete er gemeinsam mit seiner Frau Frédérique Textil-Boutiquen in Blois, Vendôme und Châteaudun. Sausset hatte mehrere Funktionärsämter inne; unter anderem war er 2011 und 2012 Vizepräsident der Handelskammer des Département Loir-et-Cher.

## Erkrankung
Bei einem Urlaub im Département Landes im Juli 2012 wurde Sausset Opfer einer seltenen, aber verheerenden Krankheit. Durch eine kleine Wunde am Finger infizierte er sich mit Bakterien, die zu einer Nekrose führten. Er kam ins Krankenhaus von Bayonne und fiel für mehrere Wochen ins Koma. Am Regionalklinikum von Tours mussten ihm infolge der Infektion beide Arme und Beine amputiert werden.

## 24-Stunden-Rennen von Le Mans 2016
Schon während der Rehabilitation in La Membrolle-sur-Choisille im Winter 2012/2013 reifte in Sausset der Entschluss, sich um eine Teilnahme als Fahrer beim 24-Stunden-Rennen von Le Mans zu bemühen. Die Idee, die zu Beginn angesichts seiner Erkrankung und seiner mangelnden Rennerfahrung völlig unrealistisch klang, nahm recht schnell konkrete Formen an. 2013 gründete er mit SRT41 (Abkürzung für Sausset Racing Team 41) ein eigenes Rennteam und erhielt Unterstützung von namhaften Personen des Motorsports. Der vom professionellen Rennsport bereits zurückgetretene Christophe Tinseau war sofort bereit, als Teamkollege für Sausset zur Verfügung zu stehen und ist inzwischen ein enger Freund von ihm. Weitere Unterstützung erhielt er von Wolfgang Ullrich, dem Motorsportchef von Audi, und von Jean Todt, dem Präsidenten der Fédération Internationale de l’Automobile. Von Vincent Beaumesnil, dem Sportdirektor des Le-Mans-Veranstalters Automobile Club de l’Ouest, erhielt er die Zusage bei entsprechender Rennerfahrung beim 24-Stunden-Rennen von Le Mans 2016 starten zu dürfen.
2014 übernahm der Versicherer Axa die Finanzierung des Projekts. Bei Onroak wurde ein Ligier JS53 so umgebaut, dass sowohl Sausset als auch Tinseau damit fahren konnten. Sausset wurde mit dem Sitz in das Fahrzeug gehoben und wieder herausgeholt. Mit einer Vorrichtung an den Oberschenkeln konnte er Gas und Bremse betätigen. Mit einer speziellen Handprothese am rechten Arm lenkte er. Im Morgan LMP2, der 2016 in Le Mans zum Einsatz kam, wurde diese Konzeption weiter verbessert. Beide Wagen hatten ein automatisches Getriebe und einen Schleudersitz, den Sausset bei einem allfälligen Unfall hätte auslösen können.
2015 bestritt er erste Rennen in der V de V Challenge Endurcane Series. In Le Mans bekam er 2016 die für Innovationen vorgesehene Garage 56 zugewiesen. Als Vorbereitung für den Einsatz in Le Mans fuhr er das zur European Le Mans Series 2016 zählende 4-Stunden-Rennen von Silverstone. Dritter Fahrer war, wie später in Le Mans, Jean-Bernard Bouvet. Das Rennen in Le Mans beendete das Trio an der 38. Stelle der Gesamtwertung.

## Statistik

### Le-Mans-Ergebnisse
| Jahr | Team                | Fahrzeug    | Teamkollege         | Teamkollege        | Platzierung | Ausfallgrund |
| ---- | ------------------- | ----------- | ------------------- | ------------------ | ----------- | ------------ |
| 2016 | SRT41 BY OAK Racing | Morgan LMP2 | Jean-Bernard Bouvet | Christophe Tinseau | Rang 38     |              |